# The Greenbrier Golf Club
The Greenbrier Golf Club is een golfclub in de Verenigde Staten en werd opgericht in 1911. De club bevindt zich in White Sulphur Springs, West Virginia en heeft een 54-holes golfbaan, waarvan drie 18 holesbanen (The Old White, The Greenbrier en The Meadows). De golfclub en de golfbanen worden beheerd door The Greenbrier, een hotelresort.

## Golfbanen

### The Old White
The Old White was de eerste 18-holes golfbaan van The Greenbrier en werd in 1914 officieel geopend. Golfbaanarchitect Charles Blair Macdonald heeft de golfbaan ontworpen en ontwierp verscheidene holes naar bekende holes van de Europese golfbanen. In april 1914 was de Amerikaanse president Woodrow Wilson een van de eerste golfers die op deze baan speelde.
Sinds 2010 wordt deze baan jaarlijks gebruikt voor de Greenbrier Classic, een golftoernooi van de Amerikaanse PGA Tour. In 2011 maakte de club bekend dat deze golfbaan deel uitmaakt van het netwerk van de Tournament Players Club en de baan werd vernoemd tot de "The Old White TPC".

### The Greenbrier
The Greenbrier werd oorspronkelijk ontworpen door Seth Raynor, in 1924. In 1977 werd de baan grondig gerenoveerd door Jack Nicklaus. The Greenbrier is de enige resortbaan die de Ryder Cup, in 1979, en de Solheim Cup, in 1994, ontvingen.

### The Meadows
The Meadows werd oorspronkelijk ontworpen door Alexander H. Findlay. In 1999 werd de baan grondig gerenoveerd door Dick Wilson en Bob Cupp. De lengte van de baan is 6089 m met een par van 70 en dus de kortste golfbaan van de club. Deze golfbaan wordt alleen gebruikt voor de bezoekers en de golfschool.

## Golftoernooien
The Old White TPC
De lengte van de baan voor de heren is 6663 m met een par van 70. De course rating is 75,7 en de slope rating is 147.
- Greenbrier Classic: 2010-heden

The Greenbrier
De lengte van de baan voor de heren is 6104 m met een par van 72. De course rating is 73,1 en de slope rating is 135.
- Ryder Cup: 1979
- Solheim Cup: 1994